# Delahaye 18 CV

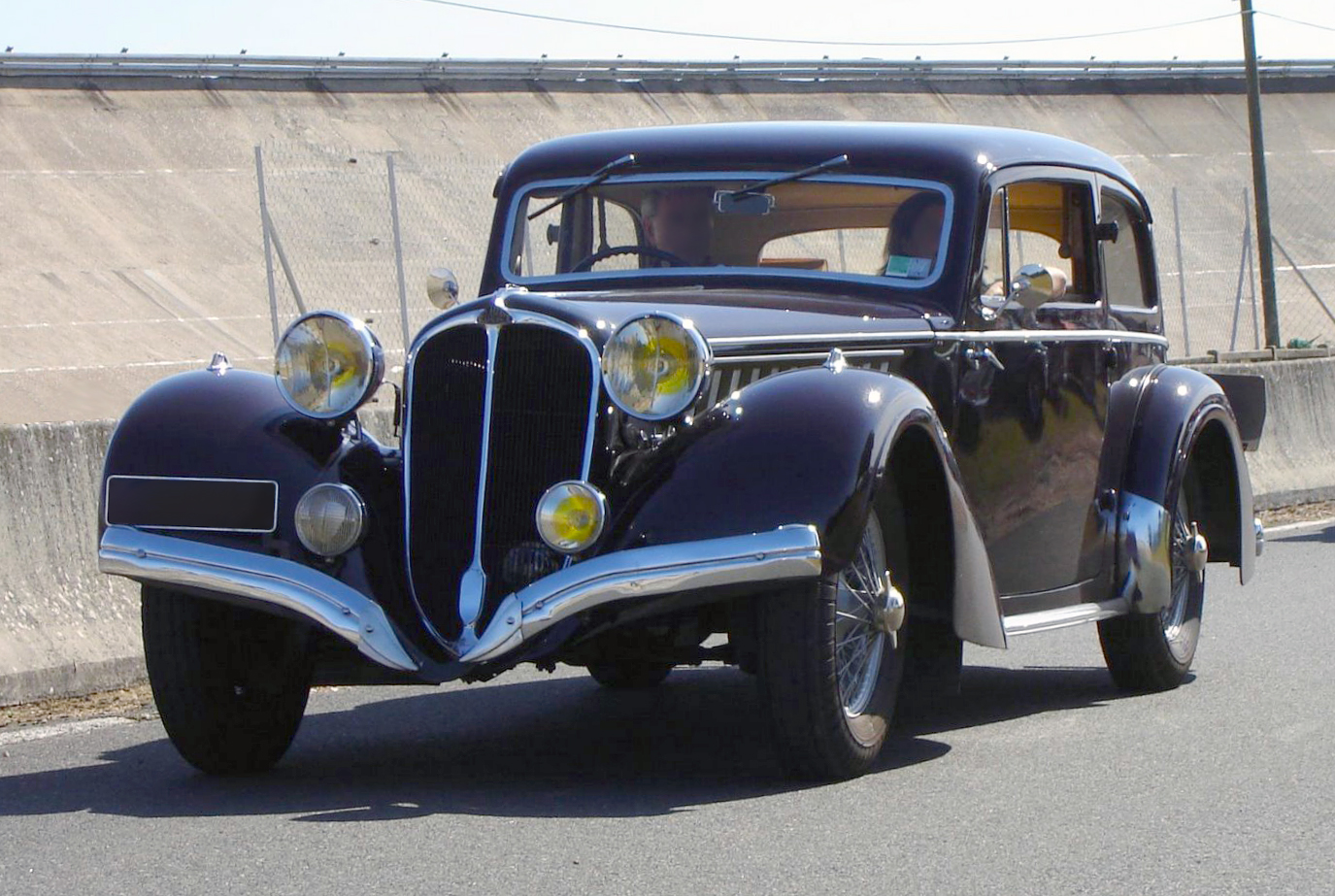
Delahaye Type 135

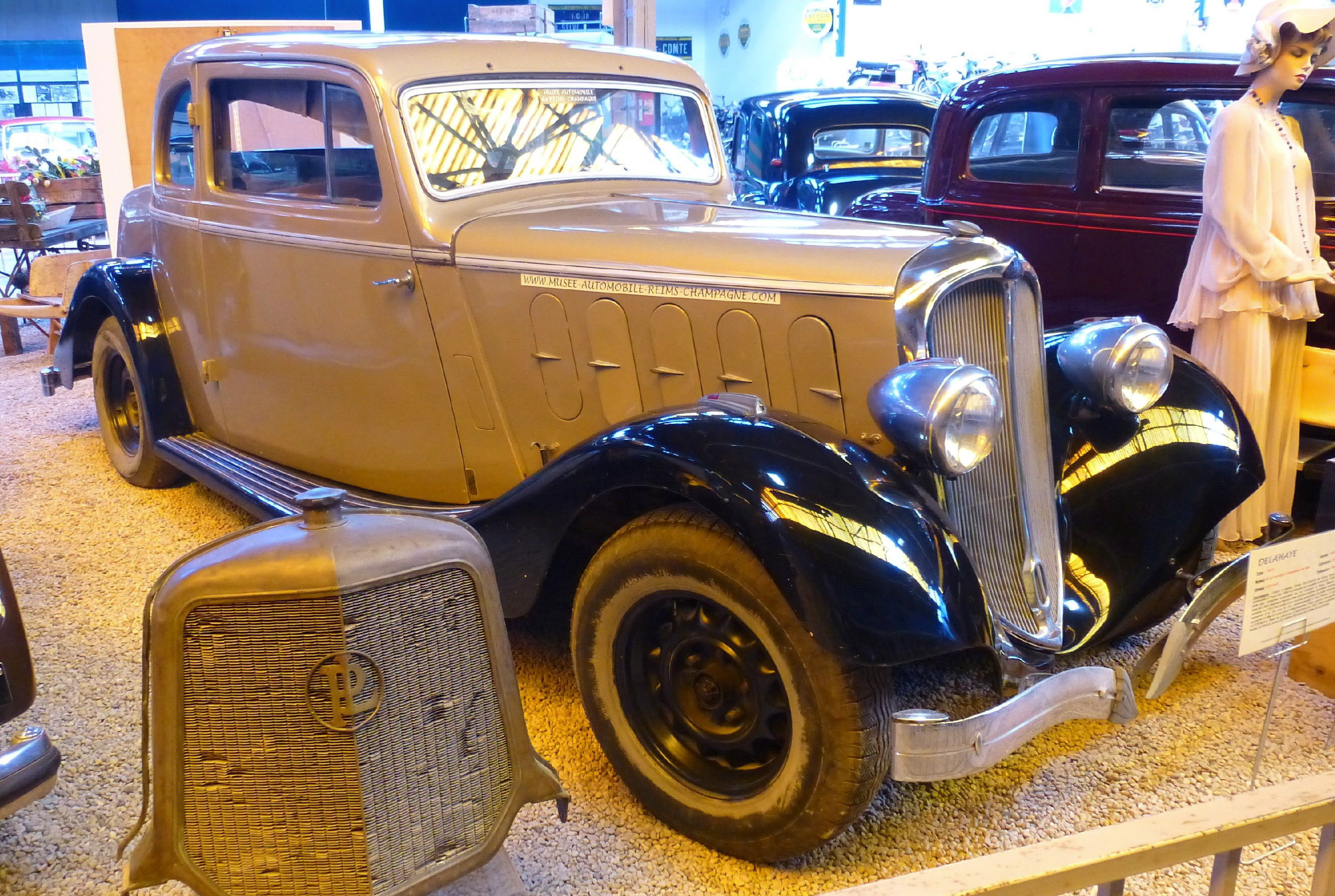
Delahaye Type 138

Der Delahaye 18 CV war eine Pkw-Modellreihe des französischen Automobilherstellers Delahaye. Dabei stand das CV für die Steuer-PS. Zu dieser Modellreihe gehörten: 
- Delahaye Type 126 (1931–1934)
- Delahaye Type 135 (1935–1952)
- Delahaye Type 138 (1933–1935)